# Jade Romero
Jade Afonso Romero (Fortaleza, 12 de julho de 1985) é uma gestora pública, professora e política brasileira filiada ao Movimento Democrático Brasileiro (MDB). É a atual vice-governadora e secretária da Proteção Social do estado do Ceará.

## Origens e formação
Nascida em 12 de julho de 1985 na capital cearense Fortaleza, Jade Romero foi aluna do extinto Colégio Marista Cearense e participou de movimentos estudantis. É graduada em Gestão Pública pela Universidade de Fortaleza, especialista em Políticas Públicas pela Universidade Gama Filho e mestre em Administração Pública pela Universidade de Lisboa. Foi professora universitária, pesquisadora acadêmica e gerente de projetos no terceiro setor.

## Carreira política
Tendo manifestado interesse por política na infância, Romero filiou-se ao Partido dos Trabalhadores (PT) aos 16 anos. Em 2010 ingressou no Movimento Democrático Brasileiro, onde começou a militar nacionalmente. No partido, presidiu a ala de Juventude no Ceará, integrou a executiva de Juventude do MDB nacional, foi conselheira de Juventude e presidiu o MDB Mulher.
Entre janeiro de 2013 e julho de 2014 Romero foi secretária Municipal de Participação Popular de Fortaleza na gestão do prefeito Roberto Cláudio; entre 2014 e 2018 foi assessora parlamentar do então senador Eunício Oliveira; em 2017 foi representante do Brasil na reunião jovem da cúpula do BRICS, na Rússia; entre janeiro de 2019 e abril de 2020 foi secretária executiva do Esporte do Ceará no governo de Camilo Santana; e entre março de 2021 e fevereiro de 2022 foi assessora especial da Casa Civil do Ceará.
Em 2022 Romero foi indicada pelo MDB para ser candidata a vice-governadora do Ceará na chapa de Elmano de Freitas, do PT, que recebeu 2 808 300 votos, 54,02% dos válidos, vencendo a eleição no primeiro turno. Empossada em janeiro de 2023, foi designada para assumir em março a Secretaria das Mulheres do estado, criada como uma pasta desvinculada da Secretaria da Proteção Social, Justiça, Cidadania, Mulheres e Direitos Humanos. Em dezembro de 2024, entre mudanças nas secretarias estaduais, tornou-se titular da Proteção Social.